# Бортова радіостанція
Бортова́ радіоста́нція  — електронний пристрій, що забезпечує можливість ведення радіотелефонного і радіотелеграфного зв'язку з наземними диспетчерськими службами аеропортів та повітряними суднами.